# کشتی یدک‌کش

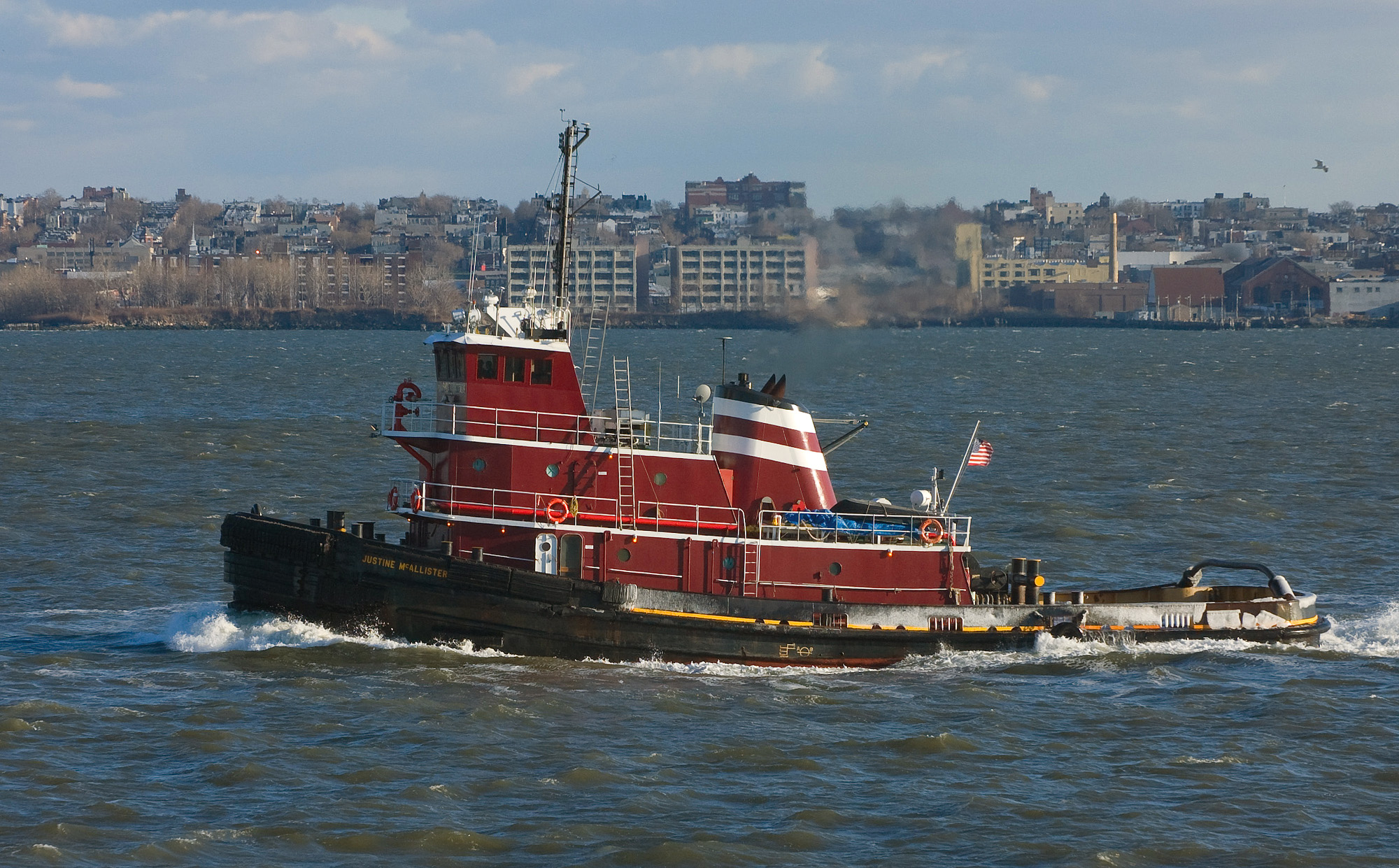
جاستین مک آلیستر، یک قایق یدک‌کش در بندر نیویورک، ژانویه ۲۰۰۸

یدک‌کش یک شناور دریایی است که با هل دادن یا کشیدن، با تماس مستقیم یا بکسل، شناورهای دیگر را مانور می‌دهد. این قایق‌ها معمولاً کشتی‌ها را در شرایطی می‌کشند که نمی‌توانند یا نباید تحت قدرت خود حرکت کنند، مانند بندرهای شلوغ یا کانال‌های باریک یا به مانند بارج، کشتی‌های از کار افتاده، رفتینگ چوبی یا سکوهای نفتی که اصلاً نمی‌توانند حرکت کنند. برخی از یدک‌کش‌ها اقیانوس پیما هستند و برخی دیگر یخ‌شکن یا یدک‌کش نجات هستند. مدل‌های اولیه با موتورهای بخار کار می‌کردند که بعداً توسط موتورهای دیزل جایگزین شدند. بسیاری از آنها تفنگ آبی فشار-قوی دارند که به اطفای حریق، به ویژه در بندرها کمک می‌کند.